# Arawn
Arawn  – w mitologii walijskiej Pan Zaświatów zwanych Annwn.
Niektóre z najważniejszych mitów o Arawnie opisują epizod, w którym Amaethon ukradł mu psa, czajkę i białego kozła sarny, co doprowadziło do Cath Godeau (Wojny Drzew), w której Arawn został pokonany, a zwycięzcą poza Amaethonem był również jego brat Gwydion.
Według jednej opowieści Arawn poznał Pwylla, swego późniejszego wiernego przyjaciela, gdy ten omyłkowo wysłał swoje psy w pogoń za jeleniem, którego ścigała już sfora Arawna. Jeleń właśnie został schwytany przez Pwylla, gdy pojawiła się odziana szaro postać, roszcząc sobie prawo pierwszeństwo złowienia zwierzęcia. Postać ta okazała się Panem Zaświatów. W charakterze rekompensaty Pwyll miał się z nim zamienić miejscami na jeden rok i jeden dzień, a jego zadaniem miało być zabicie wroga Arawna – Havgana. W tym czasie miał również dzielić łoże z żoną Arawna, nie zbliżając się jednak do niej. Arawn uprzedził Pwylla, by zabił Havgana jednym ciosem, gdyż kolejny spowoduje, iż Havgan będzie się ciągle odradzał. W czasie walki Pwyll postąpił zgodnie z tymi wskazaniami, nie reagując na prośby Havgana o dobicie. Odtąd Arawn i Pwyll zostali wiernymi przyjaciółmi.
W folklorze walijskim Arawn pędzi po jesiennym, zimowym i wczesnowiosennym nieboskłonie ze sforą swych białych, czerwonouchych ogarów, zwanych Cwn Annwn (Ogary z Annwn, wym. Cun Annun). Szczekanie tej sfory odbierane jest jako gęganie dzikich gęsi podczas ich wędrówki, a łupem psów stają się potępione dusze, gnane z powrotem do Annwn (czasami do siedziby Szarego Króla Brenin Llwyda). 
Arawn to również istotna (choć zwykle lekceważona) postać z cyklu toczących się w świecie walijskich mitów opowieści fantasy pod tytułem The Chronicles of Prydain, których autorem jest Lloyd Alexander. Arawn przedstawiany jest tam jednak jako postać wybitnie i nieskończenie zła.